# Griselda Siciliani
Griselda Siciliani (Buenos Aires, 2 d'abril de 1978) és una actriu argentina coneguda per les seves actuacions a telenovel·les com Sos mi vida, Patito Feo, Para vestir santos, Los Únicos, Farsantes i Educando a Nina.

## Biografia
Va créixer al barri porteny de Villa Luro. Els seus pares, Ida i Norberto-, són docents.
Als deu anys, va ingressar a l'«Escuela Nacional de Danzas», on va rebre els seus estudis i va aprofundir a l'àrea de la dansa contemporània amb Carlos Casella, Ana Garat, Marina Giancaspro, Liliana Nuño i altres. A més, va prendre classes de actuació a l'escola de Hugo Midón i classes de cant amb el mestre Mariano Moruja.
Als vuit anys decideix ballar i mai més deixa de fer-ho. Perquè la vocació és clara, i el desig encara major, cursa estudis a l'escola nacional de danses, on amb tan sols 17 anys es rep de mestra nacional de danses. Intensifica la seva formació en dansa contemporània.
En la seva cerca personal d'expressió realitza l'escola d'Hugo Midón enamorant-se, des de llavors, del teatre musical. Espai que li permet desplegar, evitant tota solemnitat, les diverses formes d'expressió que l'habiten.
Les seves primeres aproximacions al públic sorgeixen en l'escena independent, de la mà de la dansa contemporània. Seguides per treballs de teatre musical per a nens, que la troben cara a cara amb sales comercials i la formen en l'ofici.
Al costat de Virgínia Kaufmann crea, produeix, interpreta i dirigeix Tan modositas (2003-2005) i Quiero llenarme de ti (2006-2008) Homenaje a Sandro, en vida, que guanya el premi ACE a millor espectacle de Cafè Concert.
Mentrestant els seus treballs en l'escena comercial, independent i alternativa se succeeixen. Participa a De protesta (2004) d'Alejandro Tantanian al Teatro San Martín, Revista Nacional (2005), El rebenque show (2005-2006) i Hermosura (2006) del grup El Descueve. També al teatro Lola Membrives és part del musical Sweet Charity (2006).
Als vint-i-sis anys i amb una formació professional consolidada desembarca en la pantalla noia, posant-li vida a personatges memorables que marquen la diferència per la seva versatilitat, humor i impacte. Solament va ser necessària la seva participació com a actriu de repartiment, Flor a Sin código (2006), perquè els elogis passin als mitjans massius i als grans públics.
Després vindrien Deby a Sos mi vida, Carmen a Patito feo, Virginia a Para vestir santos, María a Los Únicos, Gabriela a Farsantes i la consagració indiscutida als mil personatges desdoblats a Educando a Nina. Per aquests treballs, i la seva destacada tasca, rep diversos premis Martin Fierro, Clarí i Tato.
Sota la direcció de Daniel Veronese La forma de las cosas (2009) la retorna al teatre comercial. Aquest mateix any crea Corazón idiota al costat d'Ana Frenkel, Daniel Cúparo, Carlos Casella i Carla Peterson.
Interpreta el personatge femení de la pel·lícula multipremiada El último Elvis (2012), dirigida per Armando Bo. També va actuar a diverses obres com: La danza cansa, De protesta, Tan Modositas i El Rebenque Show i en diverses obres de dansa contemporànies amb Alejandro Cervera, Laura Cuchetti i altres.
En 2006, és convocada per Revista Nacional, espectacle produït per Pol-Ka, en el qual la labor de Griselda s'emporta els majors elogis. L'amo de Pol-Ka, Adrián Suar, li proposa una participació en el programa de televisió Sin código, per interpretar la maldestra secretària del protagonista de la tira, el Senyor Nielsen (Adrián Suar). Aquest primer paper li va permetre guanyar el Premi Martín Fierro com a actriu revelació —superant a Mike Amigorena, Carla Conte, Elena Roger i fins i tot a Diego Armando Maradona—, així com també el Premi Clarín de 2005 en la mateixa categoria.
Durant 2006, segueix la seva carrera a la telecomèdia Sos mi vida, protagonitzada per Natalia Oreiro i Facundo Arana, on va interpretar al personatge de Debbie Quesada, la cosina de Martín Quesada (Facundo Arana). També es va sumar a l'espectacle Quiero llenarme de ti, que va idear i va protagonitzar al costat de Virgínia Kauffmann i Diego Bros, i que va ser guardonat amb el Premi Ace al «Millor Espectacle de Cafè Concert». Així mateix, va participar també en el musical Sweet Charity, al costat de Florencia Peña i Nicolás Scarpino, entre d'altres.
Durant 2007, va obtenir el seu primer paper protagonista, interpretant a Carmen en la telenovel·la infantil Patito feo al costat de Juan Darthes i Laura Esquivel. Participa en l'adaptació teatral de la tira i en la seva respectiva banda sonés. En 2008 torna a protagonitzar la segona temporada de la ficció.
El 2009 va encapçalar les obres teatrals La forma de las cosas, on interpretava a Evelyn, una artista molt particular, i Corazón idiota, que va protagonitzar amb la seva amiga Carla Peterson. En aquest mateix any, va participar per uns episodis en el prestigiós unitari Tratame bien, interpretant Denise, interpretant Denise, una dona molt activa que posa una mica de bogeria i alegria en l'estructurada vida de José (Julio Chávez).
El 2010 protagonitza l'unitari de Pol-Ka Para vestir santos, al costat de Celeste Cid i Gabriela Toscano. Es la història de tres germanes; Siciliani interpretava Virginia San Juan, la germana del mig.
Ell 2011, va protagonitzar la primera temporada de la telecomedia de Pol-Ka Los únicos, amb Mariano Martínez, Nicolás Cabré, Eugenia Tobal i Nicolás Vázquez, interpretant María.
L'any 2013, després del seu embaràs, és convocada per a ser la protagonista femenina de Farsantes, telenovel·la del prime time emesa per El trece i protagonitzada a més per Facundo Arana, Julio Chávez, Benjamín Vicuña i Alfredo Casero.
En 2014, després d'haver format part de diverses ficcions de Pol-Ka Producciones a la pantalla d'El Trece, és convocada per a realitzar una participació especial amb un personatge antagònic a la nova telecomèdia d'Underground Producciones: Viudas e hijos del rock and roll protagonitzada per Damián De Santo i Paola Barrientos, emesa a la pantalla de Telefe. En teatre protagonitza l'obra Estás que te pelas amb Carlos Casella.
El 2016 protagonitza la comèdia d'Underground per Telefe, Educando a Nina, i el 2017 arriba al Lola Membrives a protagonitzar Sugar!. També aquell mateix any participa al videoclip de Ciro y Los Persas Juira!

## Vida privada
Durant vuit anys va estar en parella amb l'actor i productor Adrián Suar. El 15 de juny de 2012 va néixer la seva filla, Margarita Kirzner. És a més, la germana major de l'actriu Leticia Siciliani.

## Filmografia

### Cinema
| Any  | Pel·lícula            | Personatge        | País                     |
| ---- | --------------------- | ----------------- | ------------------------ |
| 2007 | La antena             | Ballarina (cameo) | Argentina                |
| 2012 | El último Elvis       | Valeria Olemberg  | Argentina · Estats Units |
| 2016 | Me casé con un boludo | Cameo             | Argentina                |
| 2020 | Recursos humanos      | Protagonista      | Argentina                |
| 2020 | Sentimental           | Ana               | Espanya                  |

### Televisió
| Any       | Títol                            | Personatge                 | Canal          |
| --------- | -------------------------------- | -------------------------- | -------------- |
| 2004-2005 | Sin código                       | Florencia "Flor"           | El Trece       |
| 2006-2007 | Sos mi vida                      | Débora Quesada             | El Trece       |
| 2007-2008 | Patito feo                       | Carmen Castro              | Disney Channel |
| 2009      | Tratame bien                     | Denisse                    | El Trece       |
| 2010      | Para vestir santos               | Virginia San Juan          | El Trece       |
| 2011      | Los Únicos                       | María Soledad Marini       | El Trece       |
| 2013-2014 | Farsantes                        | Gabriela Soria             | El Trece       |
| 2014-2015 | Viudas e hijos del rock and roll | Susana "Susy" Bertolotti   | Telefe         |
| 2016      | Educando a Nina                  | Nina Peralta/ Mara Bruneta | Telefe         |
| 2017      | De otro planeta                  | Varios personajes          | Canal Digital  |
| 2018      | Morir de amor                    | Helena Karsten             | Telefe         |
| 2019      | Bailando por un sueño 2019       | Participant (Va abandonar) | El Trece       |
| 2019      | Bailando por un sueño 2019       | Jurat invitada             | El Trece       |
| 2020      | A las naranjas...agujas          | Dra. Cornelia Zelarrayán   | TVE            |

### Vídeos musicals
| Any  | Intèrpret         | Cançó                 | Àlbum          |
| ---- | ----------------- | --------------------- | -------------- |
| 2015 | La Franela        | Fue tan bueno         | Nunca es tarde |
| 2017 | Ciro y los Persas | Juira!                | Naranja persa  |
| 2019 | Meteoros          | Chica en Buenos Aires | Meteoros+      |

## Teatre
| Any       | Obra                                           | Direcció                                          | Lloc                  |
| --------- | ---------------------------------------------- | ------------------------------------------------- | --------------------- |
| 2003      | La danza cansa                                 | Paula Solarz                                      | El ombligo de la luna |
| 2004      | De protesta                                    | Alejandro Maci y Alejandro Tantanian              | Teatro San Martín     |
| 2004-2006 | Tan modositas                                  | Virginia Kaufmann y Griselda Siciliani            | Teatro la comedia     |
| 2005      | Revista nacional                               |                                                   | Teatro Opera          |
| 2006      | El Rebenque Show                               | Vivi Tellas                                       | Faena Hotel           |
| 2006-2007 | Sweet Charity                                  | Gerardo Gardelin                                  | Lola Mebrives         |
| 2007-2008 | Patito Feo: La historia más linda en el Teatro | Carmen                                            | Internacional         |
| 2006-2009 | Quiero llenarme de ti                          | Diego Bros, Virginia Kaufmann, Griselda Siciliani | Velma Café            |
| 2009      | La forma de las cosas                          | Daniel Veronese                                   | Multiteatro           |
| 2009      | Corazón idiota                                 | Carlos Casella, Daniel Cúparo y Ana Frenkel       | Pazeo la Plaza        |
| 2011      | Los únicos                                     | Marcos Carnevale                                  | Teatro Opera          |
| 2014      | Estás que te pelas                             |                                                   | Teatro Maipo          |
| 2015-2016 | Sputza                                         |                                                   | La Trastienda Club    |
| 2017-2018 | Sugar                                          | Arturo Puig                                       | Teatro Lola Membrives |
| 2019      | La mujer de al lado                            | Gastón Duprat                                     | Multiteatro Comafi    |

## Premis i nominacions

### Premis de cinema
| Premis Cóndor de Plata | Premis Cóndor de Plata       | Premis Cóndor de Plata | Premis Cóndor de Plata | Premis Cóndor de Plata |
| Any                    | Categoria                    | Treball nominat        | Resultat               | Ref.                   |
| ---------------------- | ---------------------------- | ---------------------- | ---------------------- | ---------------------- |
| 2013                   | Millor actriu de repartiment | El último Elvis        | Nominada               | [ 14 ]                 |

| Premis Sur | Premis Sur                   | Premis Sur      | Premis Sur | Premis Sur |
| Any        | Categoria                    | Treball nominat | Resultat   | Ref.       |
| ---------- | ---------------------------- | --------------- | ---------- | ---------- |
| 2012       | Millor actriu de repartiment | El último Elvis | Nominada   | [ 15 ]     |

| Premis Goya | Premis Goya             | Premis Goya     | Premis Goya | Premis Goya |
| Any         | Categoria               | Treball nominat | Resultat    | Ref.        |
| ----------- | ----------------------- | --------------- | ----------- | ----------- |
| 2021        | Millor actriu revelació | Sentimental     | Pendent     | [ 16 ]      |

### Premis de televisió
| Premis Martín Fierro | Premis Martín Fierro                                       | Premis Martín Fierro | Premis Martín Fierro | Premis Martín Fierro |
| Any                  | Categoria                                                  | Treball nominat      | Resultat             | Ref.                 |
| -------------------- | ---------------------------------------------------------- | -------------------- | -------------------- | -------------------- |
| 2006                 | Artista revelació                                          | Sin código           | Guanyadora           | [ 17 ]               |
| 2006                 | Millor actriu de repartiment en comèdia                    | Sin código           | Nominada             | [ 17 ]               |
| 2008                 | Millor actriu protagonista de comèdia                      | Patito feo           | Nominada             | [ 18 ]               |
| 2009                 | Millor actriu protagonista de comèdia                      | Patito feo           | Nominada             | [ 19 ]               |
| 2011                 | Millor actriu protagonista d'unitari i/o minisèrie         | Para vestir santos   | Nominada             | [ 20 ]               |
| 2012                 | Millor actriu protagonista de novel·la / telecomèdia       | Los únicos           | Nominada             | [ 21 ]               |
| 2014                 | Millor actriu protagonista de ficció diària (telenovel»la) | Farsantes            | Guanyadora           | [ 22 ]               |
| 2017                 | Millor actriu protagonista en ficció diària (comèdia)      | Educando a Nina      | Guanyadora           | [ 23 ]               |
| 2019                 | Millor actriu protagonista d'unitari i/o minisèrie         | Morir de amor        | Nominada             |                      |

| Premis Tato | Premis Tato                           | Premis Tato     | Premis Tato | Premis Tato |
| Any         | Categoria                             | Treball nominat | Resultat    | Ref.        |
| ----------- | ------------------------------------- | --------------- | ----------- | ----------- |
| 2013        | Millor actriu protagònica en drama    | Farsantes       | Nominada    | [ 24 ]      |
| 2016        | Millor actriu protagonista en comèdia | Educando a Nina | Guanyadora  | [ 25 ]      |

| Premis Clarín | Premis Clarín     | Premis Clarín   | Premis Clarín | Premis Clarín |
| Any           | Categoria         | Treball nominat | Resultat      | Ref.          |
| ------------- | ----------------- | --------------- | ------------- | ------------- |
| 2005          | Artista revelació | Sin código      | Guanyadora    |               |

| Premis Produ | Premis Produ                                                        | Premis Produ    | Premis Produ | Premis Produ |
| Any          | Categoria                                                           | Treball nominat | Resultat     | Ref.         |
| ------------ | ------------------------------------------------------------------- | --------------- | ------------ | ------------ |
| 2017         | Millor actriu Principal - Sèrie, Supersèrie o Telenovel·la de l’Any | Educando a Nina | Nominada     |              |

### Premis de Teatre
| Premis ACE | Premis ACE                                                                       | Premis ACE         | Premis ACE | Premis ACE    |
| Any        | Categoria                                                                        | Treball nominat    | Resultat   | Ref.          |
| ---------- | -------------------------------------------------------------------------------- | ------------------ | ---------- | ------------- |
| 2015       | Millor music hall                                                                | Estás que te pelas | Guanyadora | [ 26 ] [ 27 ] |
| 2015       | Millor direcció de musical                                                       | Estás que te pelas | Nominada   | [ 26 ] [ 27 ] |
| 2015       | Millor actuació protagonista femenina en un musical, music hall i/o café concert | Estás que te pelas | Nominada   | [ 26 ] [ 27 ] |
| 2016       | Millor actuació protagonista femenina en un musical, music hall i/o café concert | Sputza             | Nominada   | [ 28 ]        |
| 2017       | Millor actuació protagonista femenina en un musical, music hall i/o café concert | Sugar              | Guanyadora | [ 29 ]        |

| Premis Hugo al Teatre Musical | Premis Hugo al Teatre Musical | Premis Hugo al Teatre Musical | Premis Hugo al Teatre Musical | Premis Hugo al Teatre Musical |
| Any                           | Categoria                     | Treball nominat               | Resultat                      | Ref.                          |
| ----------------------------- | ----------------------------- | ----------------------------- | ----------------------------- | ----------------------------- |
| 2017                          | Millor actriu protagonista    | Sugar                         | Nominada                      | [ 30 ]                        |

| Premis Notirey | Premis Notirey                        | Premis Notirey  | Premis Notirey | Premis Notirey |
| Any            | Categoria                             | Treball nominat | Resultat       | Ref.           |
| -------------- | ------------------------------------- | --------------- | -------------- | -------------- |
| 2017           | Millor actriu Protagonista en Musical | Sugar           | Guanyadora     | [ 31 ]         |

### Premis d’Internet
| Premis Los Más Clickeados | Premis Los Más Clickeados                    | Premis Los Más Clickeados | Premis Los Más Clickeados | Premis Los Más Clickeados |
| Any                       | Categoria                                    | Treball nominat           | Resultat                  | Ref.                      |
| ------------------------- | -------------------------------------------- | ------------------------- | ------------------------- | ------------------------- |
| 2016                      | Famosos amb més índex d’audiència a Internet | Ella mateixa              | Guanyadora                | [ 32 ]                    |
| 2017                      | Famosos amb més índex d’audiència a Internet | Ella mateixa              | Guanyadora                | [ 33 ]                    |

### Premis de Moda
| Premis Imagen a la Moda | Premis Imagen a la Moda                            | Premis Imagen a la Moda | Premis Imagen a la Moda | Premis Imagen a la Moda |
| Any                     | Categoria                                          | Treball nominat         | Resultar                | Ref.                    |
| ----------------------- | -------------------------------------------------- | ----------------------- | ----------------------- | ----------------------- |
| 2013                    | Millor Parella Vestida (compartit amb Adrián Suar) | Ells mateixos           | Guanyadora              | [ 34 ]                  |
| 2013                    | Millor actriu Vestida en TV                        | Farsantes               | Nominada                | [ 35 ]                  |